# 도개 나들목
도개 나들목(Dogae IC)은 경상북도 구미시 도개면 월림리에 설치된 영천상주고속도로의 1번 교차로이다. 구미시 도개면, 구미시 해평면, 구미시 옥성면 등지로 진출 할 수 있다.

## 연혁
- 2012년 4월 4일 : 나들목 신설을 위해 구미시 도시계획시설 교통광장에 도개면 월림리 일원을 고시[1]
- 2017년 6월 28일 : 상주영천고속도로 개통과 함께 통행 개시[2]

## 구조물 정보
- 위치: 경상북도 구미시 도개면 월림리
- 영업소: 경상북도 구미시 도개면 도안로 309

## 접속하는 도로
- 국도 제25호선 (낙동대로)

## 교통량 정보
| 요금소        | 통행량 (대/일) | 통행량 (대/일) | 통행량 (대/일) | 각주  |
| 요금소        | 2017년         | 2018년         | 2019년         | 각주  |
| ------------- | -------------- | -------------- | -------------- | ----- |
| 도개 (폐쇄식) | 1,493          | 1,497          | 1,632          | [ 3 ] |